# Domenico Sisca
Domenico Sisca (Petilia Policastro, 5 maggio 1888 – Crotone, 1º settembre 1969) è stato un presbitero e storico italiano.

## Biografia
Primo dei nove figli di Francesco Sisca e Giovannina Belcastro, negozianti di generi alimentari, frequenta il seminario a Santa Severina dove viene ordinato sacerdote il 29 maggio 1912. Successivamente Mons. Carmelo Pujia, arcivescovo di Santa Severina, lo nomina assistente ecclesiastico dell'Azione Cattolica della diocesi. Nel 1914 viene chiamato alle armi; al fronte svolge attività spirituale e di assistenza ai soldati.
Al termine della guerra ritorna in paese, diventa maestro di scuola elementare e sceglie di insegnare a Petilia Policastro. Nel 1920 si iscrive alla facoltà di lettere all'Università di Napoli; nel 1924 si laurea a pieni voti. L'anno dopo diviene Direttore Didattico e sceglie la sede di Cropani; nel 1935, liberatasi la sede di Petilia, torna a prestare servizio nel suo paese natio, dove rimarrà per 18 anni.
La sua volontà di favorire la crescita dei giovani petilini contribuisce all'apertura in paese della Scuola di Avviamento prima e della Scuola Media poi. Attivo anche in politica, svolge la funzione di Consigliere comunale ininterrottamente dal 1946 al 1956. Ma il suo più grande impegno è profuso per l'ampliamento e il rinnovamento della Chiesa di San Francesco di Paola, testimoniato dalla riconoscenza dei concittadini che gli dedicarono una lapide affissa nella chiesa stessa.
Nel 1953 è promosso Ispettore Scolastico nella Circoscrizione di Crotone e organizza nel comprensorio varie sedi dell'Associazione Italiana dei Maestri Cattolici. Sempre nel 1953 è eletto membro del Consiglio Nazionale della Pubblica Istruzione. Nel 1958 va in pensione, ricevendo dal vescovo di Crotone, S.E. Mons. Pietro Raimondi, il titolo di Monsignore quale Cameriere Segreto di sua Santità il Papa e venendo dallo stesso vescovo nominato Decano del Capitolo di Crotone. Dal Capo dello Stato viene insignito del titolo di Commendatore della Repubblica.
Nel 1963 pubblica la prima edizione della sua opera Petilia Policastro, costatagli quasi trent'anni di studi e ricerche finalizzati a ricostruire la storia del suo amato paese (Infelice quel popolo che non possiede una storia è il sottotitolo del libro). L'anno successivo pubblica la seconda edizione riveduta e ampliata che si conclude con la dichiarazione di una propria aspirazione: Possano le nuove generazioni sul solco di un fulgido passato dirigere la rotta verso un migliore avvenire.